# Jyrchy
Le jyrchy (ou kazakh : Жыршы) est un conteur-chanteur populaire kazakh. À la différence de l'akyn, il interprète les œuvres, mais ne les crée pas. Leur répertoire été principalement composé d'épopées héroïques et sociales, et de dâstâns.
Les jyraous avaient un rôle de perpétuation de la tradition orale kazakhe, mais avaient également d'autres fonctions sociales, comme l'interprétation des rêves ; ils faisaient partie des notables, et avaient un rôle politique.